# Bratřejov
Bratřejov – gmina w Czechach, w powiecie Zlin, w kraju zlińskim. Według danych z dnia 1 stycznia 2012 liczyła 764 mieszkańców.